# سلسلة بيرنينا
سلسلة بيرنينا هي سلسلة جبلية في جبال الألب في شرق سويسرا وشمال إيطاليا.